# Liberaal jodendom

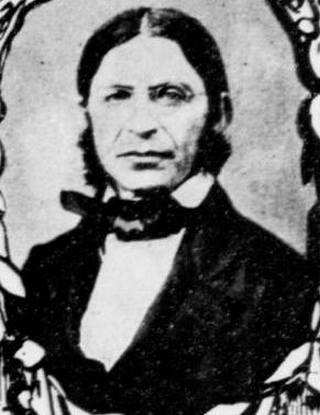
Rabbijn Abraham Geiger (1810-1874), intellectuele oprichter van Liberaal (of reform)jodendom

Het liberale jodendom of reformjodendom, progressieve jodendom (Hebreeuws: יהדות רפורמית, Jahaduth Reformit) ontstond in de 19e eeuw en had als doel om het historische jodendom met het moderne leven in overeenstemming te brengen, zodat strikte naleving van traditioneel godsdienstige wetten en rituelen niet langer een vereiste was.
Volgens deze meest liberale tak van de religie moeten de joodse wetten, de Thora, worden aangepast aan moderne omstandigheden. Reformjodendom ontstond rond 1800-1850 in Duitsland, als meest liberale stroming tijdens de Verlichting en de Joodse variant hiervan, haskala. Heden ten dage is het reformjodendom met name vertegenwoordigd in de Verenigde Staten, Canada en het Verenigd Koninkrijk.

## Richtingen binnen het liberale jodendom
De hoofdtak van het liberale jodendom is het Amerikaanse reformjodendom. Net als het liberale jodendom in het algemeen kan deze van inhoud verschillen, vooral onder invloed van de diverse joodse gemeenten in een bepaalde regio.
Het reconstructionistisch jodendom opereert onafhankelijk van de Amerikaanse en internationale beweging van het liberale jodendom, maar de twee werken samen op politiek gebied. Omdat de persoonlijke interpretatie van de Thora hier in consensus wordt gezocht, is het meestal iets traditioneler dan de grotere liberale richting.
In de heel wijde zin van de naam liberaal jodendom rekent men hieronder ook weleens de alternatieve richtingen, zoals Renewal of hernieuwend jodendom (een new age-achtige variant van het jodendom) en humanistisch jodendom. Meestal worden deze, toch al kleine, richtingen van het jodendom echter alternatief jodendom genoemd.

## Liberaal jodendom in Nederland
In Nederland zijn alle negen Liberaal Joodse Gemeenten (LJG) en de Progressief Joodse Gemeente (PJG) Noord-Nederland verenigd in het Nederlands Verbond voor Progressief Jodendom, voorheen Het Verbond van Liberaal-Religieuze Joden in Nederland. Deze beweging is ontstaan in 1930 toen Levi Levisson in Londen kennismaakte met het progressief Jodendom. De eerste liberale dienst was in Den Haag op 19 december 1930 tijdens Chanoeka onder leiding van rabbijn Meir Lasker. Na Den Haag volgde Amsterdam (1931). De lokale vrijzinnig Joodse kringen werd mede opgebouwd door veel Duitse vluchtelingen. Zij is traditioneler dan de Amerikaanse en Britse liberale bewegingen, al is ze wel aangesloten bij de Wereldunie voor Progressief Jodendom (WUPJ), waarvan deze bewegingen de voornaamste leden zijn.
Er is een begraafplaats voor liberale joden, Gan Hasjalom, in Amstelveen en Hoofddorp, en in Rijswijk, Bet Chajiem. De LJG Twente heeft in Enschede een begraafplaats en de Progressief Joodse Gemeente Midden-Nederland beheert een begraafplaats in De Bilt. 
Nederlandse progressieve rabbijnen worden sinds 2002 opgeleid aan het Levisson Instituut. In 2008 kregen de eerste vijf rabbijnen hun semicha (rabbinale bevoegdheid) waaronder Marianne van Praag. Daarvoor werden Nederlandse progressieve rabbijnen vooral aan het Leo Baeck College in Londen opgeleid. In 2017 was er zowel aan het Levisson Instituut als aan het Leo Baeck College één Nederlandse student.